# 薩沃薩
薩沃薩是瑞士的城鎮，位於該國南部，由提契諾州負責管轄，面積.74平方公里，海拔高度437米，2011年人口2,111，八成人口信奉羅馬天主教，人口密度每平方公里2853人。

## 外部連結
- Official website （页面存档备份，存于） （意大利文）